# Lijst van nummer 1-hits in de UK Singles Chart in 2004
Deze hits stonden in 2004 op nummer 1 in de UK Singles Chart:
| Datum        | Artiest                        | Titel                                                 |
| ------------ | ------------------------------ | ----------------------------------------------------- |
| 3 januari    | Michael Andrews & Gary Jules   | Mad world                                             |
| 10 januari   | Michael Andrews & Gary Jules   | Mad world                                             |
| 17 januari   | Michelle                       | All this time                                         |
| 24 januari   | Michelle                       | All this time                                         |
| 31 januari   | Michelle                       | All this time                                         |
| 7 februari   | LMC & U2                       | Take me to the clouds above                           |
| 14 februari  | LMC & U2                       | Take me to the clouds above                           |
| 21 februari  | Sam & Mark                     | With a little help from my friends / Measure of a man |
| 28 februari  | Busted                         | Who's David                                           |
| 6 maart      | Peter André                    | Mysterious girl                                       |
| 13 maart     | Britney Spears                 | Toxic                                                 |
| 20 maart     | DJ Casper                      | Cha cha slide                                         |
| 27 maart     | Usher & Lil' Jon & Ludacris    | Yeah                                                  |
| 3 april      | Usher & Lil' Jon & Ludacris    | Yeah                                                  |
| 10 april     | McFly                          | 5 colours in her hair                                 |
| 17 april     | McFly                          | 5 colours in her hair                                 |
| 24 april     | Eamon                          | F**k it (I don't want you back)                       |
| 1 mei        | Eamon                          | F**k it (I don't want you back)                       |
| 8 mei        | Eamon                          | F**k it (I don't want you back)                       |
| 15 mei       | Eamon                          | F**k it (I don't want you back)                       |
| 22 mei       | Frankee                        | F.U.R.B. - F U right back                             |
| 29 mei       | Frankee                        | F.U.R.B. - F U right back                             |
| 5 juni       | Frankee                        | F.U.R.B. - F U right back                             |
| 12 juni      | Mario Winans & Enya & P. Diddy | I don't wanna know                                    |
| 19 juni      | Mario Winans & Enya & P. Diddy | I don't wanna know                                    |
| 26 juni      | Britney Spears                 | Everytime                                             |
| 3 juli       | McFly                          | Obviously                                             |
| 10 juli      | Usher                          | Burn                                                  |
| 17 juli      | Usher                          | Burn                                                  |
| 24 juli      | Shapeshifters                  | Lola's theme                                          |
| 31 juli      | The Streets                    | Dry your eyes                                         |
| 7 augustus   | Busted                         | Thunderbirds / 3AM                                    |
| 14 augustus  | Busted                         | Thunderbirds / 3AM                                    |
| 21 augustus  | 3 Of A Kind                    | Baby cakes                                            |
| 28 augustus  | Natasha Bedingfield            | These words                                           |
| 4 september  | Natasha Bedingfield            | These words                                           |
| 11 september | Nelly                          | My place / Flap your wings                            |
| 18 september | Brian McFadden                 | Real to me                                            |
| 25 september | Eric Prydz                     | Call on me                                            |
| 2 oktober    | Eric Prydz                     | Call on me                                            |
| 9 oktober    | Eric Prydz                     | Call on me                                            |
| 16 oktober   | Robbie Williams                | Radio                                                 |
| 23 oktober   | Eric Prydz                     | Call on me                                            |
| 30 oktober   | Eric Prydz                     | Call on me                                            |
| 6 november   | Ja Rule & R. Kelly & Ashanti   | Wonderful                                             |
| 13 november  | Eminem                         | Just lose it                                          |
| 20 november  | U2                             | Vertigo                                               |
| 27 november  | Girls Aloud                    | I'll stand by you                                     |
| 4 december   | Girls Aloud                    | I'll stand by you                                     |
| 11 december  | Band Aid 20                    | Do they know it's Christmas                           |
| 18 december  | Band Aid 20                    | Do they know it's Christmas                           |
| 25 december  | Band Aid 20                    | Do they know it's Christmas                           |

1952 ·
1953 ·
1954 ·
1955 ·
1956 ·
1957 ·
1958 ·
1959 ·
1960 ·
1961 ·
1962 ·
1963 ·
1964 ·
1965 ·
1966 ·
1967 ·
1968 ·
1969 ·
1970 ·
1971 ·
1972 ·
1973 ·
1974 ·
1975 ·
1976 ·
1977 ·
1978 ·
1979 ·
1980 ·
1981 ·
1982 ·
1983 ·
1984 ·
1985 ·
1986 ·
1987 ·
1988 ·
1989 ·
1990 ·
1991 ·
1992 ·
1993 ·
1994 ·
1995 ·
1996 ·
1997 ·
1998 ·
1999 ·
2000 ·
2001 ·
2002 ·
2003 ·
2004 ·
2005 ·
2006 ·
2007 ·
2008 ·
2009 ·
2010 ·
2011 ·
2012 ·
2013 ·
2014 ·
2015 ·
2016 ·
2017 ·
2018 ·
2019 ·
2020 ·
2021
- Nederland (Top 40)
- Nederland (Single Top 100)
- Nederland (3FM Mega Top 50)
- Nederland (Outlaw 41)
- Nederland (DVD Top 30)
- Vlaanderen (Radio 2 Top 30)
- Vlaanderen (Ultratop 50)
- Vlaanderen (Top 30 van Ultratop)
- Wallonië
- Australië
- Denemarken
- Duitsland
- Frankrijk
- Ierland
- Italië
- Nieuw-Zeeland
- Noorwegen
- Oostenrijk
- Verenigd Koninkrijk
- Verenigde Staten (Hot 100)
- Zweden
- Zwitserland